# Infinity Pool
Infinity Pool es una película de terror y ciencia ficción de 2023 escrita y dirigida por Brandon Cronenberg. Es una coproducción internacional protagonizada por Alexander Skarsgård, Mia Goth y Cleopatra Coleman. La película sigue a un escritor en apuros que conoce a una mujer extraña durante sus vacaciones y pronto descubre oscuros secretos fuera del complejo.
Cronenberg comenzó a desarrollar el proyecto en 2019, con la producción establecida inicialmente entre Canadá, Hungría y Francia. Posteriormente, se seleccionaron Croacia y Hungría como lugares de rodaje, y la producción se retrasó hasta 2021. Gran parte del elenco se unió al proyecto ese año y el rodaje se llevó a cabo principalmente en Šibenik, Croacia.
Infinity Pool se estrenó en el Festival de Cine de Sundance de 2023 el 22 de enero de 2023 y fue estrenada en cines en Canadá el 27 de enero de 2023 por Elevation Pictures. La película recibió reseñas generalmente positivas de los críticos, con elogios por la atmósfera y la dirección de Cronenberg.

## Argumento
El novelista James Foster (Alexander Skarsgård) y su esposa Em (Cleopatra Coleman) pasan un tiempo en un centro turístico en el país costero ficticio de Li Tolqa, donde se lleva a cabo un festival local. Los conflictos conyugales crónicos de la pareja se exacerban cuando Gabi (Mia Goth), fan de la única novela que James ha publicado hasta la fecha, los invita a pasar tiempo con ella y su esposo, Alban (Jalil Lespert). Los cuatro cenan y deciden pasar el día siguiente conduciendo por el campo, a pesar de que les han advertido que los turistas deben permanecer en el complejo turístico en todo momento.
En una playa, mientras James orina detrás de un árbol, Gabi lo agarra inesperadamente por detrás y procede a masturbarlo. Después de un largo día tomando el sol y cocinando, los turistas se embarcan, borrachos, en un viaje de regreso a su hotel. En el camino, James atropella accidentalmente a un lugareño y lo mata. Gabi insiste en que no pueden llamar a la policía, ya que el país es corrupto y no estarán a salvo.
Al día siguiente, arrestan a James y le dicen que la pena por su crimen es la muerte a manos del hijo primogénito del muerto. Sin embargo, el país tiene un sistema de justicia único en el que los culpables, por una tarifa considerable, pueden ser clonados y matar a sus duplicados en su lugar. James, que se casó por dinero, paga la tarifa para que maten a un doble ante sus ojos. Em está horrorizada por todo el asunto y quiere irse de inmediato, pero James está excitado por el espectáculo y quiere quedarse. Esconde su pasaporte, alegando que lo ha perdido, y alienta a Em a regresar a Estados Unidos.
Prolonga su estancia una semana y vuelve a encontrarse con Gabi y Alban. Le presentan a un pequeño grupo de turistas occidentales que han sido condenados por delitos graves y han pagado para ver cómo matan a sus dobles. Estas personas regresan al resort anualmente, cometen crímenes atroces y pagan para ver cómo matan a sus dobles. Durante los próximos días, alientan a James a transformarse en un criminal libertino, alentándolo a matar a los lugareños, participar en orgías intoxicados y abusar del personal del resort.
James se pone nervioso una noche cuando lo engañan para que brutalice a un clon de sí mismo que le habían hecho creer que era el detective de la policía que lo arrestó inicialmente. En un momento de claridad y pánico, James recupera su pasaporte oculto e intenta huir, pero el grupo de turistas lo aborda y lo secuestra del autobús que lo transporta al aeropuerto. Gabi revela que lo encuentra patético y que el grupo abusa de él para su propia diversión, con la esperanza de convertirlo en un compañero turista asesino. Corre hacia un desierto cercano. Gabi le dispara en la pierna mientras huye.
Después de horas vagando, se derrumba en una granja, donde una familia local lo lleva a recuperarse. En su estado drogado, experimenta una serie de alucinaciones. Una vez que ha recuperado su fuerza, se enfrenta nuevamente al grupo de Gabi, quien le ordena matar a un duplicado de sí mismo para completar su transformación. Inicialmente se niega, pero cuando el clon intenta matarlo, James lo golpea hasta matarlo. Como recompensa, Gabi expone su pecho desnudo a James, invitándolo a amamantar.
Al día siguiente, mientras regresan a Estados Unidos, los otros turistas charlan casualmente sobre los próximos mandados, mientras que James está visiblemente afectado por los eventos de los últimos días. Mientras espera su vuelo en el aeropuerto, decide quedarse atrás. Regresa al balneario cerrado, donde se sienta solo en medio del aguacero del monzón.

## Reparto
- Alexander Skarsgård como James Foster
- Mia Goth como Gabi Bauer
- Jalil Lespert como Alban Bauer
- Cleopatra Coleman como Em Foster
- Thomas Kretschmann como Detective Thresh
- Amanda Brugel como Jennifer
- John Ralston como Dr. Bob Modan
- Caroline Boulton como Bex
- Jeffrey Ricketts como Charles

## Producción

### Desarrollo
Brandon Cronenberg escribió el guion original de Infinity Pool y planea dirigirlo también; la película surgió de experiencias reales que tuvo en malas vacaciones y una historia de ciencia ficción sobre matar clones que estaba escribiendo. Para mayo de 2019, se había establecido una coproducción internacional entre Canadá, Hungría y Francia con planes iniciales de filmar a fines de 2019. Para noviembre de 2020, se seleccionaron lugares de filmación en Croacia y Hungría, y la filmación se retrasó hasta 2021. En junio de 2021, se anunció que la distribución estaría a cargo de Elevation Pictures en Canadá y Neon en los Estados Unidos.

### Casting
En junio de 2021, se reveló que Alexander Skarsgård protagonizaría el papel principal. Cuando comenzó la filmación, los anuncios de casting adicionales incluyeron a Mia Goth, Thomas Kretschmann, Amanda Brugel, Caroline Boulton, John Ralston, Jeff Ricketts, Jalil Lespert y Roderick Hill.

### Rodaje
La fotografía principal tuvo lugar durante cinco semanas, a partir del 6 de septiembre de 2021, en el complejo Amadria Park en Šibenik, Croacia. Después de 12 días de rodaje, la producción se trasladó a Hungría, donde se completó el rodaje. La posproducción se llevó a cabo en Canadá y se completó durante la segunda mitad de 2022.

## Estreno
Infinity Pool se estrenó en el Festival de Cine de Sundance de 2023 y fue estrenada por Elevation Pictures en Canadá el 27 de enero de 2023. El estreno europeo de la película se llevará a cabo en el 73.er Festival Internacional de Cine de Berlín en la sección Berlinale Special.

### Calificación MPA
Para su lanzamiento en los Estados Unidos, un corte inicial recibió una calificación NC-17 de la Motion Picture Association (MPA). Neon apeló a la junta de apelaciones de la Administración de clasificación y calificación, pero se confirmó la calificación. Después de reediciones, logró una calificación R.